# Алібі (гурт)
«А́лібі» (з 2021 року — «The Alibi Sisters») — український музичний гурт, до складу якого входять сестри Завальські: Ганна (16 червня 1982) й Ангеліна (Ліна, 10 листопада 1983).

## Історія
Сестри з п'яти років були солістками фольклорного колективу «Струмочок». 1997 року закінчили музичну школу по класу скрипки. Працювали на радіо «Z» 104,6 FM з авторськими програмами «Z RELAX» та «Hip-hop non stop». У 1998—2000 роках Аня та Аліна — солісти квартету «Капучіно».
2002 року закінчили факультет естрадного вокалу КМАЕЦМ і вступили в академію культури і мистецтва на факультет режисури й естради.
6 квітня 2001 року з'явився проєкт «Алібі», активну участь у якому також бере Дмитро Клімашенко. Їхній спільний сингл на пісню «Алібі» став вдалим стартом нового колективу.
У 2002 році вийшов дебютний альбом «Дві сльози». Потім виходить перший сольний альбом гурту «Алібі» — рос. «Да или Нет». Після цього популярність гурту набирає обороти, з'являються нові пісні (автори яких, найчастіше, самі сестри), знімаються нові кліпи.
Навесні 2011 року солістки стали ведучими танцювального проєкту телеканалу «Інтер» «Майданс» разом із Тіною Кароль.
Також сестри Завальські були ведучими 9-ї шоу-програми церемонії нагородження конкурсу «Фаворити Успіху — 2011», а навесні 2013 року Анна Завальська була ведучою цього шоу разом із Павлом Костіциним.
У 2012 році припинили артистичну діяльність, у 2021 році гурт возз'єднався під назвою «The Alibi Sisters».